# Сарапова Сусанна Михайлівна
Сусанна Михайлівна Сарапова (нар. 24 листопада 1917, Курськ — пом. 27 березня 1970, Київ) — українська радянська художниця кераміки і педагог; член Спілки радянських художників України з 1962 року.

## Біографія
Народилася 24 листопада 1917 року в місті Курську (нині Росія). Упродовж 1937—1941 років навчалася у Харківському інженерно-будівельному інституті; 1948 року закінчила Московський інститут ужиткового і декоративного мистецтва.
Викладала в Одеському художньому училищі (серед учнів — Світлана Болзан), працювала на керівних посадах в Укрфарфорфаянсі. З 1962 року працювала старшою художницею на Київському експериментальному кераміко-художньому заводі. Померла в Києві 27 березня 1970 року.

## Творчість
Працювала в галузі декоративного мистецтва (художня порцеляна та художнє скло). Створювала зразки форм і розписів для порцелянових ваз, келихів, сервізів, сувенірну мініатюру. Серед робіт:
- ваза «Полум'я» (1960);
- сервіз для кави «Блакитна гілка»;
- декоративне блюдо «Глухарі» (1964);
- серія сувенірів;
- ювілейна ваза, присвячена 150-річчю від дня народження Тараса Шевченка (1964);
- сервіз для кави «Вечірній»;
- декоративна ваза «Плахта» (1965);
- декоративне блюдо «Квітуча Україна» (1970).

Брала участь у республіканських, всесоюзних, зарубіжних виставках з 1954 року.
Окремі роботи зберігаються у Національному музеї українського народного декоративного мистецтва у Києві.